# Moskva (croiseur)
Pour les articles homonymes, voir Slava (homonymie) et Moskva.
Le Moskva (russe : Москва  — « Moscou »), anciennement Slava (russe : Слава  — « Gloire »), est un croiseur lance-missiles, navire de tête de sa classe, en service dans la marine soviétique puis russe de 1979 jusqu'à sa destruction en 2022.
Navire amiral de la flotte russe de la mer Noire, il est gravement endommagé dans la soirée du 13 avril 2022, au cours de l'invasion de l'Ukraine par la Russie durant la guerre russo-ukrainienne. Les forces ukrainiennes déclarent avoir tiré deux missiles de croisière Neptune contre lui ; le ministère de la Défense russe annonce qu'un incendie à bord a déclenché une explosion de munitions. Le 14 avril 2022 dans la soirée, le ministère de la Défense russe annonce que le vaisseau a coulé en mer Noire, à 100 km au large des côtes d'Odessa, lors des opérations de remorquage.
Il s'agit du plus grand navire de guerre coulé au combat depuis la Seconde Guerre mondiale.

## Historique

### Slava(1983 - 2000)

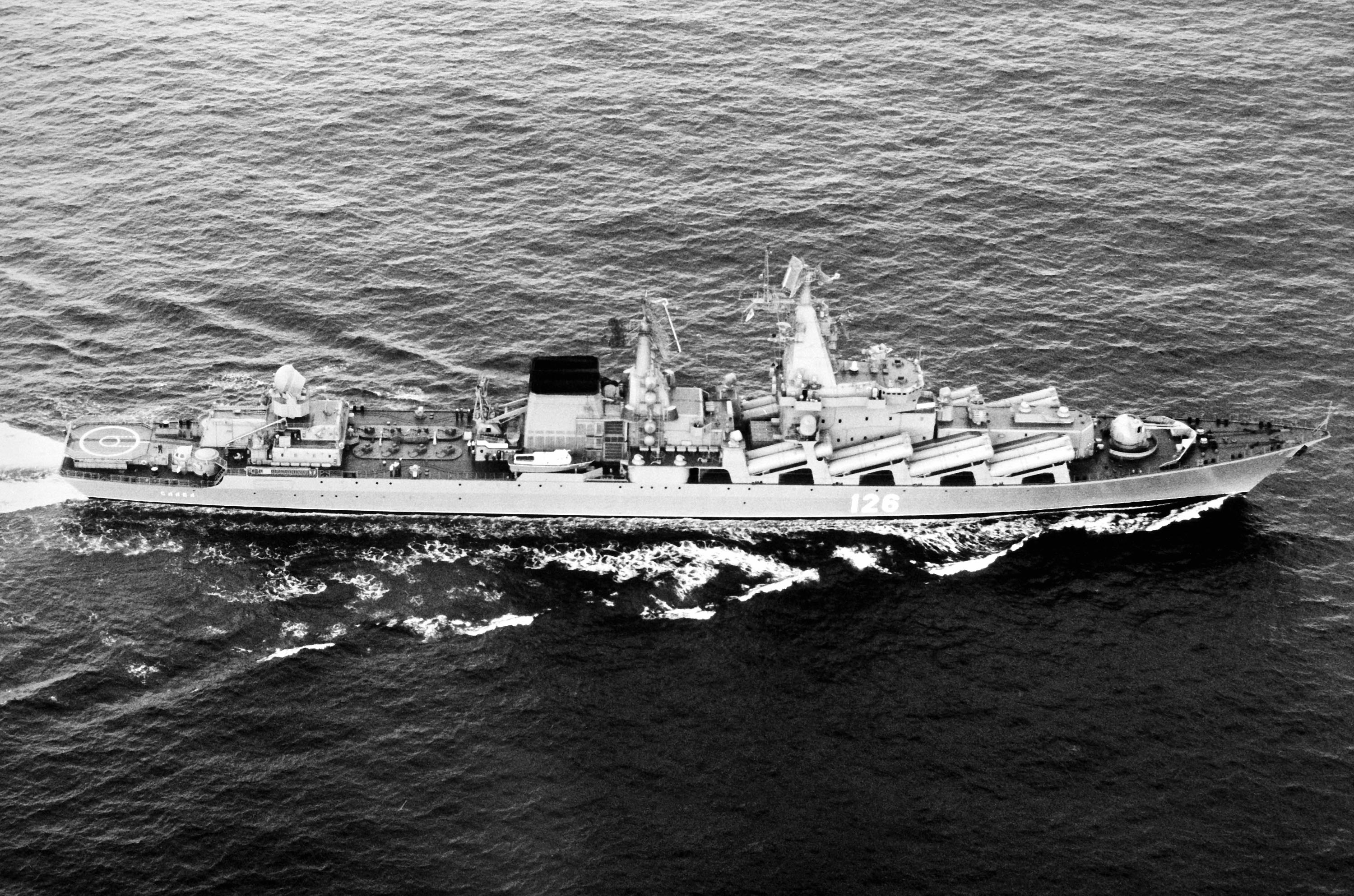
Le Slava vers 1983.

La quille du Slava est posée en 1976 dans le chantier naval no 445 de l'usine de construction navale 61 Kommounard à Nikolaïev en République socialiste soviétique d'Ukraine, il est lancé en 1979 et mis en service le 30 janvier 1983.
Entre le 18 et le 22 novembre 1986, le navire visite le port grec du Pirée.
Le Slava joue un rôle dans le sommet de Malte (2-3 décembre 1989) entre le dirigeant soviétique Mikhaïl Gorbatchev et le président américain George H. W. Bush. Il est alors utilisé par la délégation soviétique, tandis que la délégation américaine dispose de l'USS Belknap,,. Les navires sont ancrés dans une rade au large de Marsaxlokk. Le temps orageux et la mer agitée entraînent l'annulation ou le report de certaines réunions, et donnent lieu au surnom de « sommet du mal de mer » dans les médias internationaux. Finalement, les rencontres se déroulent à bord du TS Maxim Gorkiy, un bateau de croisière soviétique ancré dans le port de La Valette.
Le Slava retourne à Nikolaïev en décembre 1990 pour un carénage qui dure jusqu'en avril 2000. Il est entre-temps rebaptisé Moskva.

### Moskva(2000 - 2022)

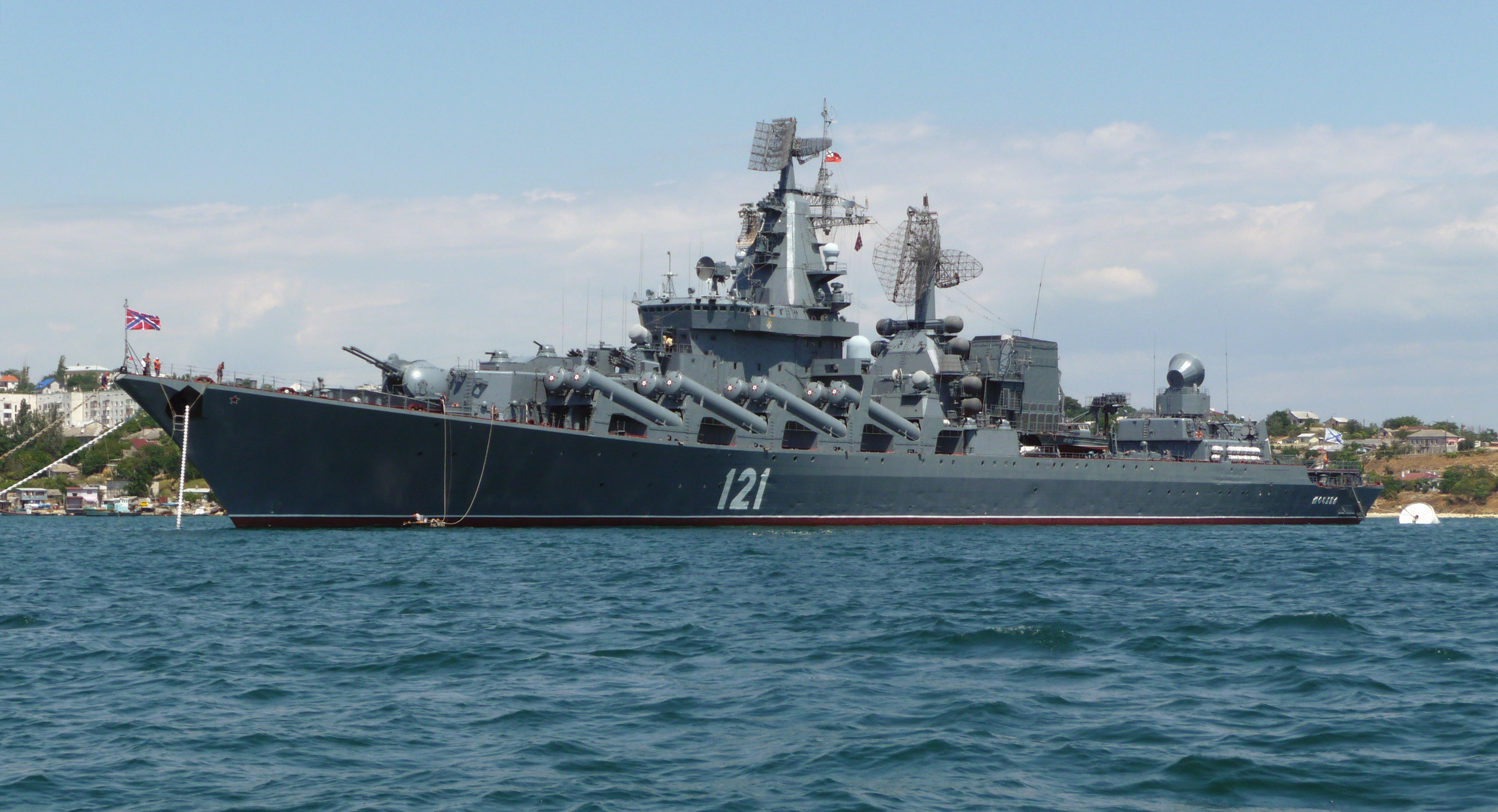
Le Moskva en 2009.

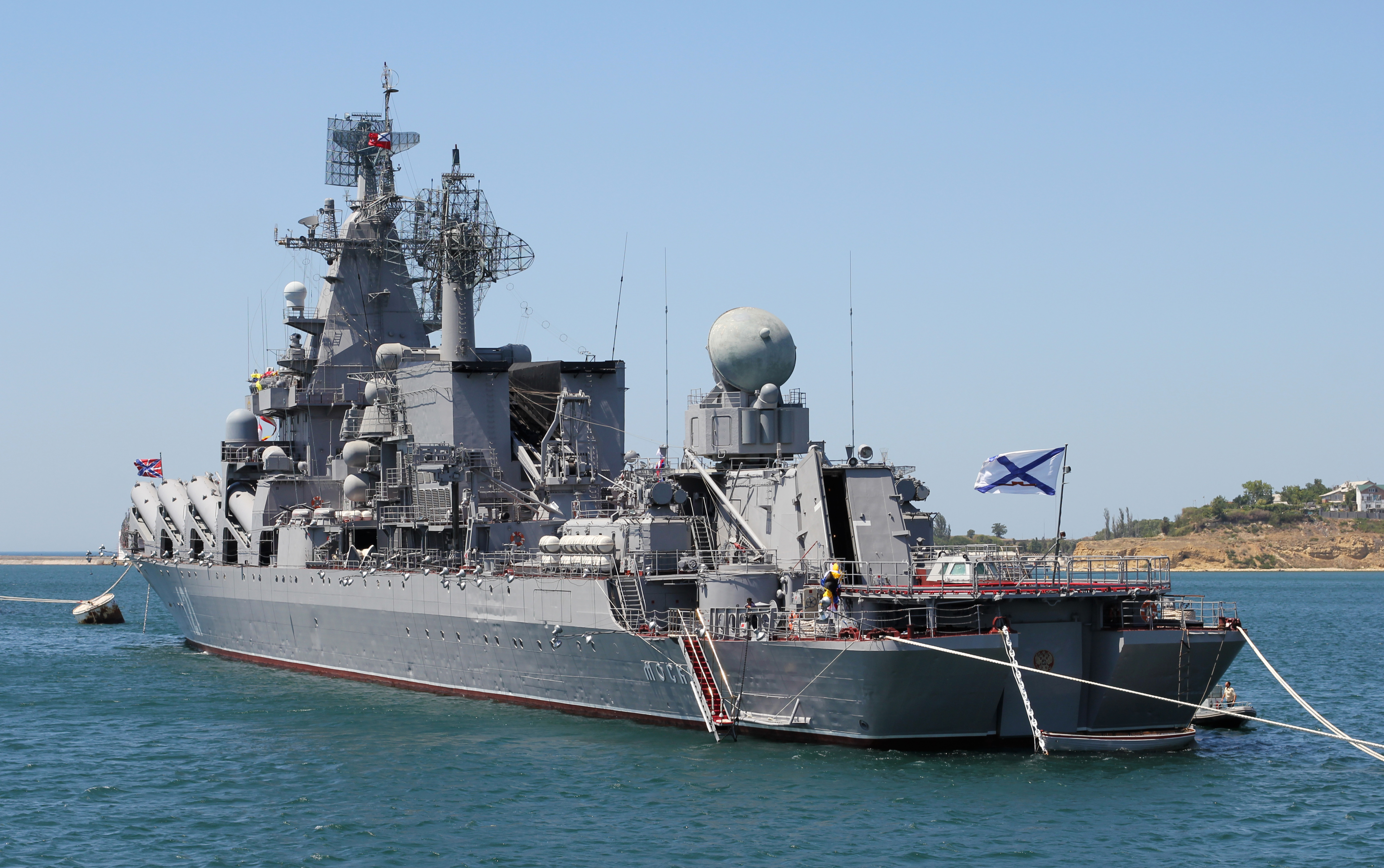
Le Moskva en 2012.

#### Remise en service
Remis en service sous le nom de Moskva en avril 2000, il remplace le croiseur de la classe Kynda Amiral Golovko comme navire amiral de la flotte de la mer Noire. Début avril 2003, en compagnie des Pytlivy, Smetlivy et un navire de débarquement, il appareille de Sébastopol pour des exercices dans l'océan Indien accompagné d'un groupe opérationnel de la flotte du Pacifique (composé notamment des destroyers Marechal Chapochnikov et Amiral Panteleïev) et la marine indienne. La force est soutenue par le pétrolier du projet 1559V Ivan Bubnov et le remorqueur océanique du projet 712 Shakhter. Dans les années 2008 et 2009, le navire navigue en mer Méditerranée et participe à des exercices navals avec les navires de la flotte du Nord.
En août 2008, en réponse à la deuxième guerre d'Ossétie du Sud, le Moskva est déployé pour sécuriser la mer Noire,,. Après la reconnaissance par la Russie de l'indépendance de l'Abkhazie, le navire est ancré dans la capitale abkhaze, Soukhoumi. Le 3 décembre 2009, le Moskva est immobilisé pendant un mois sur le quai flottant PD-30 pour une révision provisoire programmée qui comprend le remplacement des machines de refroidissement et autres, des travaux de remise en état des raccords inférieurs et extérieurs, des arbres de propulsion et des hélices, le nettoyage et la peinture du fond et les parties au-dessus de l'eau de la coque du navire.
En avril 2010, le croiseur rejoint d'autres unités de la marine dans l'océan Indien pour mener des exercices. En août 2013, le croiseur visite La Havane, à Cuba.

#### Opérations en Méditerranée et en mer Noire à partir de 2013
Fin août 2013, le croiseur est déployé en mer Méditerranée en réponse à l'accumulation de navires de guerre américains le long des côtes syriennes. Lors de l'annexion de la Crimée par la Russie en 2014, le Moskva est responsable du blocus de la flotte ukrainienne dans le lac Donuzlav, qui engendra la prise de la base navale sud le 26 mars 2014.
Le 17 septembre 2014, il est déployé en mer Méditerranée, relayant le navire de garde Pytlivy. En juillet 2015, le croiseur rejoint Luanda, en Angola, pour célébrer le 40e anniversaire des relations diplomatiques entre les pays. À partir de fin septembre 2015, alors qu'il se trouve en Méditerranée orientale, il est chargé des défenses aériennes du groupe d'aviation russe basé près de la ville syrienne de Lattaquié qui mène la campagne aérienne en Syrie. Le 25 novembre 2015, après la crise russo-turque, le Moskva (armé du système de missiles sol-air S-300F) est déployé près de la frontière côtière entre la Syrie et la Turquie. En 2016, il est remplacé par son navire jumeau Varyag en Méditerranée orientale. Le 22 juillet 2016, le navire est décoré de l'Ordre de Nakhimov.

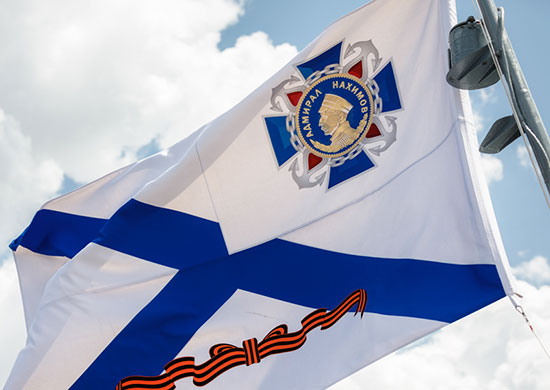
Pavillon de la marine russe avec l'insigne de l'ordre de Nakhimov à son bord à Sébastopol le 22 juillet 2016.

À son retour de son déploiement en janvier 2016, le navire doit subir un radoub et une mise à niveau, mais en raison du manque de fonds, son avenir demeure incertain en juillet 2018,.
En juin 2019, le croiseur appareille du port de Sébastopol en mer Noire où il doit effectuer des tests sur plusieurs systèmes de combat et sa propulsion principale. Le 3 juillet 2020, le navire termine les réparations et l'entretien pour un service opérationnel prévu jusqu'en 2040. Sa première sortie en mer après les réparations est initialement prévue pour août 2020, mais après des retards, celui-ci n'est déployé qu'en février 2021,. Il est signalé lors d'exercices en mer en mars 2021.

### Perte au combat lors de la guerre russo-ukrainienne

#### Déroulement
Début février 2022, le croiseur appareille de Sébastopol — officiellement, pour des exercices en mer Noire.
Le 24 février 2022, premier jour de l'invasion de l'Ukraine par la Russie, le Moskva est déployé en tant que navire amiral de la flotte russe de la mer Noire contre les forces armées ukrainiennes et affecté à l'attaque de l'île des Serpents avec le patrouilleur Vasily Bykov. Le Moskva entre en contact avec la garnison de l'île par radio et exige sa reddition, ce à quoi les soldats ukrainiens répondent : « Navire de guerre russe, va te faire foutre ». Après cet échange, tout contact avec l'île des Serpents est rompu. La garnison ukrainienne composée de treize membres est capturée, , puis échangée contre des prisonniers russes.
Le 13 avril 2022, les autorités ukrainiennes affirment l'avoir touché avec au moins deux missiles Neptune,, provoquant un incendie. Des sources ukrainiennes rapportent que l'attaque a été appuyée par un drone Bayraktar TB2 qui a détourné l'attention des défenses du navire russe,. Les missiles ukrainiens ont apparemment été tirés depuis un lanceur terrestre près d'Odessa alors que le Moskva était situé à environ 60 milles nautiques au large,,. Le système de défense aérienne du croiseur aurait dû fournir trois niveaux de défense contre l'attaque. Le Moskva chavire et coule dans la journée du 14 avril,.
Les autorités russes déclarent que le croiseur est gravement endommagé à la suite d'un incendie ayant provoqué une explosion de munitions. Toujours selon les autorités russes, les 510 hommes d'équipage auraient été évacués du navire, mais aucune allusion n'est faite à une frappe militaire ukrainienne,. Cependant, certains navires de guerre russes dans le nord de la mer Noire se sont éloignés de la côte après l'incident. Des analystes de l'OSINT signalent que des signaux de détresse ont été transmis depuis le Moskva, dont « SOS », « naufrage » et des messages liés à des tentatives de sauvetage de son équipage en code morse. Plusieurs navires d'assistance auraient été localisés dans la zone du dernier emplacement connu du navire. Il est alors aux coordonnées géographiques 45° 10′ 43,39″ N, 30° 55′ 30,54″ E, à l'est de l'île des Serpents, à 80 milles nautiques d'Odessa et à 50 milles nautiques des côtes ukrainienne, d'après le satellite européen Sentinel-1.
D'après le même satellite, il aurait coulé après un remorquage aux 
45° 07′ 28″ N, 31° 33′ 36″ E.
Selon les informations du ministère russe de la Défense, au 14 avril, les systèmes de missiles du croiseur ne sont pas endommagés, l'incendie a été maîtrisé par les marins et une opération de remorquage est entreprise,. Toujours selon le ministère russe, le croiseur aurait finalement sombré durant cette opération le 14 avril 2022,, « dans des conditions de mer agitée », une version mise en doute par le général américain en retraite Mark Hertling qui évoque « des vents de 6 km/h et un peu de pluie ces 24 dernières heures dans la région de Sébastopol »,,, ainsi que par des photos authentifiées du navire en flammes prenant de la bande sur bâbord par mer calme.
Selon des sources anonymes citées par NBC News, le Moskva aurait été coulé à l'aide d'informations fournies par les services de renseignement américain qui ont identifié et précisé la position du navire sur demande des Ukrainiens. NBC News précise que les États-Unis ne savaient pas « à l'avance » que les Ukrainiens allait cibler le Moskva et qu'ils « n'ont pas participé à la prise de décision » sur le lancement des missiles. Cette information est ensuite démentie par John Kirby, porte-parole du Pentagone qui déclare que les États-Unis « n’ont pas fourni à l’Ukraine d’information précise sur le ciblage du Moskva » et réfute toute implication.

#### Pertes
Le ministre lituanien de la Défense nationale Arvydas Anušauskas affirme qu'il y avait au total 485 marins à bord, dont 66 officiers. Des navires turcs auraient sauvé 54 membres d'équipage à 2 heures du matin, heure locale. Selon des sources ukrainiennes, le capitaine de vaisseau Anton Kouprine, commandant du navire, aurait été tué dans l'explosion et l'incendie. Après avoir diffusé une vidéo montrant les rescapés du Moskva, le Kremlin annonce le 22 avril un bilan humain de la perte de son croiseur, en faisant état d’un mort et de 27 disparus. « Les 396 membres d’équipage restants ont été secourus », précise le ministère russe de la Défense. Selon l'AFP le navire pouvait officiellement compter jusqu'à 680 hommes d'équipage et des témoignages dans les médias et réseaux sociaux ont fait état de plusieurs marins portés disparus dont des appelés faisant leur service militaire.

#### Impact
Si l'affirmation de l'Ukraine selon laquelle le navire a été coulé par une frappe de missile est authentifiée, le Moskva est le plus grand navire de guerre coulé au combat depuis la Seconde Guerre mondiale. Des analystes cités par Les Echos considèrent qu'il s'agit de la pire perte subie par une marine de guerre depuis le torpillage du croiseur argentin General Belgrano ou plus similaire encore la perte du destroyer britannique HMS Sheffield pendant la guerre des Malouines en 1982. Le Moskva est le plus grand navire de guerre russe endommagé par des tirs ennemis depuis l'attaque du cuirassé soviétique Marat en 1941 lors de la Seconde Guerre mondiale,, et la première perte d'un navire amiral russe en temps de guerre depuis le naufrage en 1905 du cuirassé Kniaz Souvorov, coulé par le Japon pendant la bataille de Tsushima, lors de la guerre russo-japonaise. Selon Carl Schuster, capitaine de vaisseau en retraite de la marine américaine et ancien directeur des opérations au Joint Intelligence Center de l'US Pacific Command, le Moskva pourrait être le plus gros navire de guerre détruit par un missile de toute l'histoire militaire.
Certaines analyses sont reprises par L'Express qui conclut que « la perte d'un tel navire est à la fois humiliante pour Poutine, démoralisante pour son armée et... impossible à dissimuler à l'opinion russe. Et il y a de quoi s'inquiéter pour le Kremlin. Car si l'armée ukrainienne dit vrai, cela signifie que Kiev est désormais capable de tirer des missiles qui menacent toute la flotte russe sans que cette dernière ne dispose de défense antiaérienne satisfaisante. Si au contraire la version du Kremlin est exacte, c'est à peine plus satisfaisant pour Moscou. Car l'accident à bord du Moskva indiquerait des négligences incroyables dans les procédures de sécurité. ». L'Institut pour l'étude de la guerre parvient à des conclusions similaires et ajoute que la perte du navire pourrait forcer la Russie « à déployer des moyens aériens et de défense ponctuelle supplémentaires dans le groupement tactique de la mer Noire ou à retirer les navires des positions proches de la côte ukrainienne ».
Il était le seul navire de guerre de la flotte de la mer Noire doté du système de missiles S-300F pour la défense aérienne à longue portée. Le navire amiral n'a pas directement participé aux combats sur le territoire ukrainien, mais a fourni un soutien antiaérien aux navires ayant ciblé les positions ukrainiennes. Son naufrage a incité les navires russes, désormais moins protégés, à se déplacer plus au large. On ne sait pas si l'Ukraine sera en mesure de tirer parti de sa vulnérabilité accrue. Le contre-amiral américain à la retraite Samuel J. Cox, directeur du Naval History & Heritage Command, déclare au New York Times qu'avec la perte du navire, « tout assaut amphibie contre l'Ukraine sera beaucoup plus dangereux pour la Russie, avec ses navires de débarquement et amphibies énormément plus vulnérables aux attaques ».
Le Moskva était le plus important navire de guerre russe présent en mer Noire pendant l'invasion de l'Ukraine par la Russie. Or, pour entrer par voie maritime en mer Noire, les navires doivent obligatoirement passer par les détroits des Dardanelles et du Bosphore. Ces détroits sont régis, depuis 1936, par la convention de Montreux. L’article 19 de la convention stipule que « le passage des bâtiments de guerre sera entièrement laissé à la discrétion du gouvernement turc »,. Le 28 février 2022, la Turquie a annoncé sa décision d'interdire le passage du Bosphore et du détroit des Dardanelles aux bâtiments de guerre de tout pays « riverain ou non de la mer Noire ». Ainsi, la Russie ne peut envoyer des navires pour remplacer son navire perdu à partir de ses autres bases militaire sans violer la souveraineté turque, alors que deux navires-jumeaux du Moskva sont déployés en Méditerranée orientale depuis février 2022,.
En 2020, l'archiprêtre du district de Sébastopol de l'Église orthodoxe russe a déclaré qu'un supposé fragment de la Vraie Croix était conservé dans la chapelle du Moskva. Il s'agit d'une relique très rare et importante pour de nombreux chrétiens. Des spéculations ont émergé après le naufrage selon lesquelles la relique aurait pu couler avec le navire,,.

#### Conséquences
Selon le conseiller à la sécurité nationale des États-Unis, Jake Sullivan, le naufrage du Moskva « est un coup dur pour la Russie », Moscou étant partagé entre un récit d'incompétence et celui d'avoir été attaqué. Sasaki Takahiro, professeur invité sur la politique de sécurité russe à l'université de Hiroshima, déclare dans Asahi shinbun que le naufrage du Moskva est comparé à celui du Yamato, navire capital de la marine impériale japonaise pendant la Seconde Guerre mondiale. La mission principale du croiseur russe était la défense aérienne des forces russes en mer Noire et son naufrage « aura un impact sur cette capacité, certainement à court terme », estime le porte-parole du département américain de la Défense, John Kirby.
Une analyse du magazine Forbes affirme que le naufrage du croiseur constitue la perte la plus coûteuse pour l'armée russe dans la guerre à ce jour ; son remplacement coûterait environ 750 millions de dollars américains.
Bien que n'ayant pas confirmé la responsabilité de l'Ukraine dans la destruction du navire, la Russie a mené une frappe de missiles de représailles le lendemain du naufrage contre l'usine d'armement bureau d'études Luch à Kiev, où les missiles Neptune, notamment utilisés dans l'attaque du Moskva, sont conçus et produits.

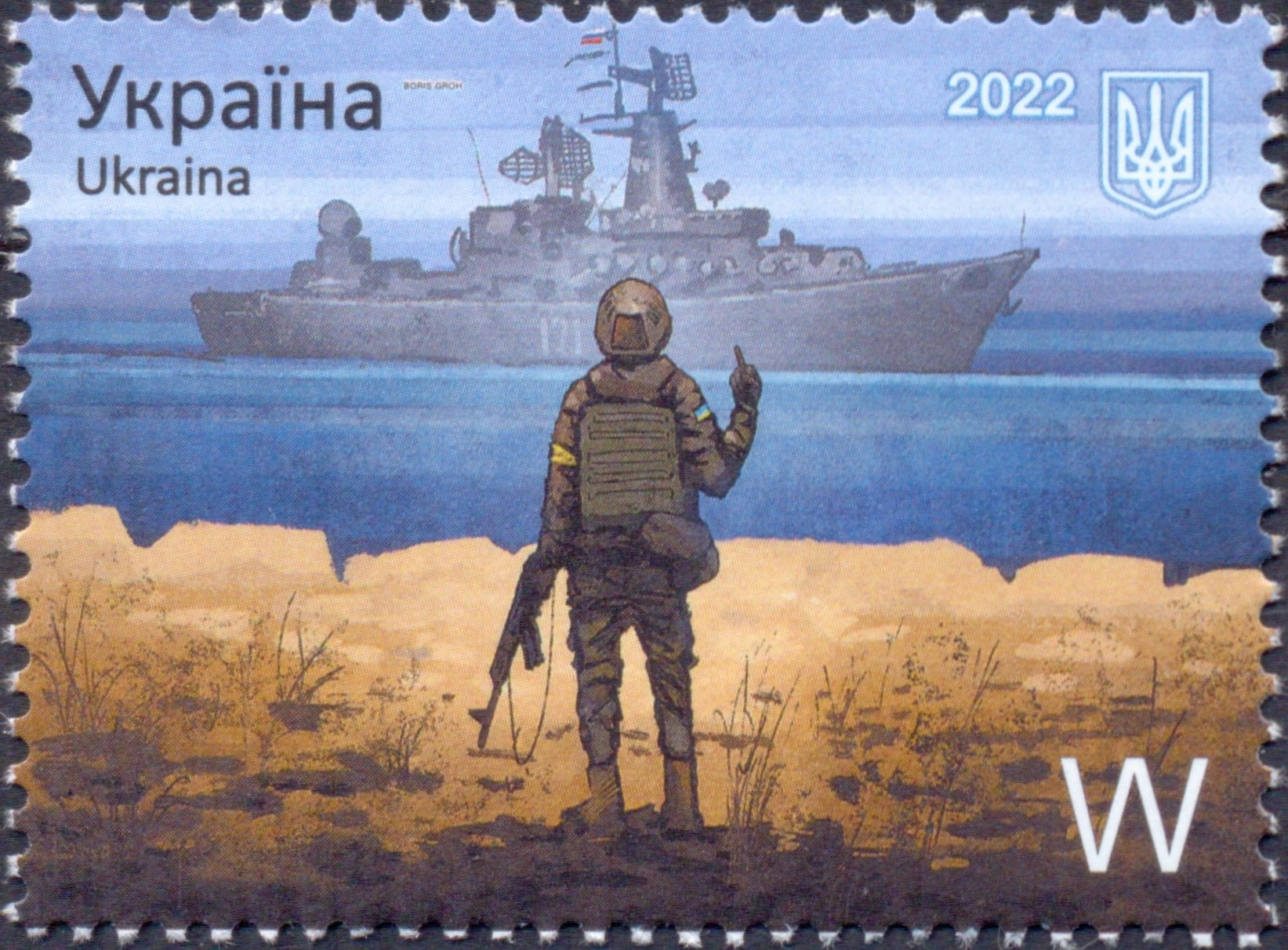
Timbre-poste ukrainien avec un soldat ukrainien faisant un doigt d'honneur au croiseur russe Moskva, publié peu de temps avant que le navire ne coule,.

Le naufrage du Moskva survient peu de temps après la publication par le service postal national ukrainien d'un timbre (produit par la suite à un million d'exemplaire) représentant un combattant ukrainien faisant un doigt d'honneur au navire, sa perte ayant stimulé les ventes de ce timbre en Ukraine. Certaines personnes en Ukraine ont fait la queue pendant plus de deux heures pour se le procurer. Le naufrage du Moskva a en effet remonté le moral de nombreux Ukrainiens, et diminué celui des forces d'invasion russes. Oleksiy Neïjpapa, commandant de la marine ukrainienne, est promu au rang de vice-amiral après le naufrage du Moskva, dans ce que les responsables saluent comme une « brillante opération ».
Les médias télévisés russes n'ont traité l'événement que brièvement, les articles décrivant des systèmes d'extinction d'incendie obsolètes et affirmant que le naufrage n'aura pas d'effet sur la guerre. Cependant, le réalisateur et ancien membre de la Douma d'État Vladimir Bortko, considère l'incident (une explosion accidentelle à la suite d'un incendie fortuit, selon les autorités russes) comme un casus belli devant amener la Russie à entrer en guerre contre l'Ukraine. En outre, il proposa un bombardement massif (possiblement nucléaire) de la capitale ukrainienne Kiev en réponse à l'attaque et à la perte du navire. Le 18 avril, le présentateur de la télévision d'État Rossiya 1, Vladimir Soloviev, critique ouvertement la marine russe à propos du naufrage, ; le commentateur russe Sergueï Markov, un fervent partisan du Kremlin, déclare à The World at One de la BBC Radio 4 que le navire a été frappé par des missiles tirés de Norvège, ses défenses électroniques ayant été neutralisées par les États-Unis. D'autres médias russes ont émis l'hypothèse d'un missile norvégien AGM-119 Penguin responsable de l'attaque.
Selon trois publications émises en Ukraine, le croiseur pouvait emporter des ogives nucléaires, dont deux étaient peut-être à bord au moment du naufrage. L'Ukraine appelle les pays voisins à lancer une enquête sur la possibilité d'un accident nucléaire. Un haut responsable américain de la défense affirme qu'aucune arme nucléaire n'était à bord au moment du naufrage. Aucune preuve n'existe quant au transport de ce type d’arme par le Moskva. Cependant, il existe une faible probabilité d'emport d'ogives nucléaires pour ses missiles anti-navires, les P-500/P-1000. Il n'y aurait eu, le cas échéant, que deux ogives nucléaires à bord du Moskva.
Le 21 avril 2022, les autorités ukrainiennes inscrivent l'épave au registre du patrimoine culturel sous-marin de l'Ukraine sous le numéro 2064. Celle-ci peut être explorée facilement car elle repose par environ 45 à 50 mètres de fond à 80 milles marins au large  d'Odessa,.
La marine russe semble envoyer des sous-marins d'interventions AS-28 sur l'épave. Le navire de sauvetage russe Kommouna, le plus vieux navire de guerre en activité au monde, fait partie du convoi de 8 navires. Face à la taille de l'épave, qui a coulé en un seul morceau, toute tentative de renflouage est impossible. L'objectif est probablement de récupérer du matériel de chiffrement, des armes, des corps et d'autres matériels sensibles susceptibles d'intéresser des puissances étrangères. Le Kommouna appartient à la Flotte de la mer Noire et il est basé à Sébastopol. Étant donné qu'il opère dans la zone où le Moskva a été coulé, le risque d'attaque par les forces ukrainiennes demeure élevé.